# Portrait de groupe (Jordaens)
Le Portrait de groupe est une huile sur toile de Jacob Jordaens (1593-1678) conservée au musée de l'Ermitage de Saint-Pétersbourg.
Il représente quatre personnages dans une scène symbolisant l'amour. La femme assise et alanguie au milieu tient un perroquet à la main gauche et repose la tête sur la poitrine de l'homme derrière elle qui la tient par l'épaule. Un petit cupidon joufflu et fessu lui touche le sein droit de sa flèche. Elle tient une couronne de fleurs symbolisant l'hyménée. À droite, une jeune femme fait passer sa couronne d'hyménée à travers le bras. Les deux femmes portent des bracelets de perles. Cette scène hautement symbolique semble être une apologie de l'amour conjugal.
Ce tableau composé entre 1650 et 1652 a été présenté à Paris au Petit Palais à la première exposition consacrée entièrement à Jordaens en France qui s'est déroulée de septembre 2013 à janvier 2014.
Le Musée de l'Ermitage possède des toiles majeures de Jordaens, comme Portrait de l'artiste avec sa famille (1615), Les Apôtres Paul et Barnabé à Listre (vers 1618), ou Le Banquet de Cléopâtre (1653).